# 볼프강 파울리
볼프강 에른스트 파울리(독일어: Wolfgang Ernst Pauli, [ˈvɔlfɡaŋ ɛʁnst ˈpaʊli]; 영어 발음: /pɔ́ːli, páuli/; 1900년 4월 25일 - 1958년 12월 15일)는 오스트리아의 이론물리학자이자 양자 물리학의 선구자 중 한 명이다. 1945년 알베르트 아인슈타인에 의해 지명된 후, 파울리는 "새로운 자연 법칙, 배타 원리 또는 파울리 원리의 발견을 통한 결정적인 공헌"으로 노벨 물리학상을 수상했다. 그 발견은 물질의 구조 이론의 기초가 되는 스핀 이론을 포함한다.

## 생애

### 초년과 철학적 형성
파울리는 빈에서 화학자 볼프강 조셉 파울리Wolfgang Joseph Pauli(né Wolf Pascheles, 1869-1955)와 그의 아내 베르타 카밀리아 쉬츠Bertha Camilla Schütz 사이에서 태어났다. 그의 여동생은 작가이자 배우인 헤르타 파울리Hertha Pauli였다. 파울리의 중간 이름은 그의 대부인 물리학자 에른스트 마흐를 기리기 위해 지어졌다. 파울리의 친조부모는 프라하의 저명한 유대인 가족 출신이었고; 그의 증조부는 유대인 출판사업자 볼프 파쉘레스Wolf Pascheles였다. 파울리의 어머니 베르타 쉬츠는 그녀의 어머니의 로마 카톨릭 종교에서 자랐으며; 그녀의 아버지는 유대인 작가 프리드리히 쉬츠Friedrich Schütz였다. 파울리는 로마 가톨릭 신자로 성장했지만, 하지만 결국 그와 그의 부모는 교회를 떠났다.
파울리는 빈의 되블링-김나지움에 다녔고 1918년에 우수한 성적으로 졸업했다. 두 달 후 그는 알베르트 아인슈타인의 일반 상대성이론에 관한 첫번째 논문을 발표했다. 그는 아르놀트 조머펠트 밑에서 일하면서 뮌헨의 뮌헨 대학교에 다녔으며,  1921년 7월 수소 분자 이온(H+)의 양자 이론에 관한 논문으로 박사 학위를 받았다.
조머펠트는 파울리에게 《수학 과학 백과사전(Encyklopädie der mathematischen Wissenschaften)》의 상대성이론을 검토하도록 요청했다. 박사학위를 받은 지 두달 후에 파울리는 237페이지에 달하는 소논문을 완성했다. 아인슈타인은 그것을 칭찬했고; 모노그래프(monograph)로 출판되어서 그 주제에 대한 표준 참고문헌이 되었다.
파울리는 괴팅겐 대학교에서 막스 보른의 조수로 1년을 그리고 코펜하겐의 이론물리학 연구소(나중에 닐스 보어 연구소)에서 이듬해를 보냈다. 1923년부터 1928년까지 그는 함부르크 대학교의 교수였다. 이 기간 동안 파울리는 현대 양자역학 이론의 발전에 중요한 역할을 했다. 특히 그는 배타 원리와 비상대론적 스핀 이론을 공식화했다. 그는 또한 1924년에 콜로이드 화학과 의학에 관한 논문을 썼다.
1928년 파울리는 스위스 취리히 연방 공과대학교(ETH)의 이론 물리학 교수로 임명되었다. 그는 1930년에 로런츠 메달을 수상했다. 그는 1931년 미시간 대학교과 1935년 프린스턴 고등연구소에서 방문교수직을 역임했다.

### 융
1930년 말, 중성미자를 예측한 후 오래지 않아서, 그의 이혼과 어머니의 자살한 직후에, 파울리는 개인적인 위기를 겪었다. 1932년 1월 그는 취리히 근처에 살았던 정신과 의사이자 심리 치료사인 칼 융과 상담했다. 융은 즉시 역경(I Ching)에 기초하여 파울리의 깊은 원형적(archetypal) 꿈을 해석하기 시작했고, 파울리는 융의 최고의 제자 중 한 명이 되었다. 그는 곧 융 이론의 인식론을 과학적으로 비판하기 시작했고, 이것은 특히 공시성(Synchronicity)》에 관한 융의 생각을 명확하게 하는 데 기여했다. 이러한 논의 중 상당수는 오늘날 《원자와 원형(Atom and Archetype》으로 출판된 파울리/융의 편지에 기록되어 있다. 400개 이상의 파울리의 꿈에 대한 융의 정교한 분석은 《심리학과 연금술(Psychology and Alchemy)》에 기록되어 있다. 1933년 파울리는 물리학에 관한 그의 책 《물리학의 핸드북(Handbuch der Physik)》의 두 번째 부분을 출판했는데, 이 책은 양자 물리학의 새로운 분야에 대한 결정적인 책으로 여겨졌다. 로버트 오펜하이머는 이것을 "양자역학에 대한 유일한 성인 입문서"라고 불렀다.
1938년 독일의 오스트리아 병합으로 파울리는 독일 시민이 되었고, 이는 제2차 세계대전이 발발한 1939년 후에 그에게 문제가 되었다. 1940년에 그는 취리히 연방 공과대학교(ETH)에 있기 위해 스위스 시민권을 취득하려고 노력했지만 실패했다.

### 미국
1940년 파울리는 미국으로 이주하여 프린스턴 고등연구소에서 이론물리학 교수로 재직했다. 1946년 전쟁이 끝난 후 귀화한 미국 시민이 되었고, 취리히로 돌아와 여생을 그곳에서 보냈다. 1949년에 그는 스위스 시민권을 취득했다.
1958년 파울리는 막스 플랑크 메달을 받았다. 같은 해 그는 췌장암에 걸렸다. 그의 마지막 조수인 찰스 엔즈Charles Enz가 취리히의 로트크로이츠(Rotkreuz) 병원을 방문했을 때 Pauli는 그에게 "방 번호를 보았나?"하고 물었다. 그것은 137이었다. 파울리는 평생 동안, 무차원(dimensionless)의 기본 상수인 미세 구조 상수가 1/137과 거의 같은 값을 갖는 이유에 대한 질문에 몰두해왔다. 파울리는 그 방에서 1958년 12월 15일에 사망했다.

## 과학적 연구
파울리는 주로 양자역학 분야에서 물리학자로서 많은 중요한 공헌을 했다. 그는 거의 논문을 출판하지 않았으며 덴마크 코펜하겐 대학교의 닐스 보어 및 친한 친구였던 베르너 하이젠베르크와 같은 동료들과 긴 서신을 주고받는 것을 선호했다. 그의 아이디어와 결과들 중 많은 부분은 출판되지 않았고 그의 편지에만 나타났다. 1921년 파울리는 보어와 함께 작업하여 쌓음 원리를 만들었다. 이 원리는 보어도 독일어에 능했기 때문에 건물 직기의 독일어 단어를 기반으로 껍질에 전자를 쌓는 것을 설명했다.
파울리는 관찰된 분자 스펙트럼과 발전하는 양자역학 이론 사이의 불일치를 해결하기 위해 1924년에 두 가지 가능한 값을 가진 새로운 양자 자유도(또는 양자수)를 제안했다. 그는 파울리 배타 원리를 공식화했는데, 아마도 그의 가장 중요한 연구일 것으로, 이 원리는 동일한 양자 상태에 두 개의 전자가 존재할 수 없으며, 새로운 2-값 자유도를 포함하여 4개의 양자수로 식별된다는 것을 명시했다. 스핀의 아이디어는 랄프 크로닉Ralph Kronig에 의해 시작되었다. 1년 후, 조지 울렌벡George Uhlenbeck과 사무엘 구트스미트Samuel Goudsmit은 파울리의 새로운 자유도를 전자 스핀으로 확인했는데, 파울리는 오랫동안 이를 믿기를 그릇되게 거부했다.
1926년, 하이젠베르크가 현대 양자역학의 행렬 이론을 발표한 직후, 파울리는 이를 사용하여 수소 원자의 관측된 스펙트럼을 도출했다. 이 결과는 하이젠베르크 이론의 신빙성을 확보하는 데 중요했다.
파울리는 스핀 연산자의 기초로 2×2 파울리 행렬을 도입하여 스핀의 비상대론적 이론을 해결했다. 파울리 방정식을 포함한 이 작업은 가끔 폴 디랙이 상대론적 전자에 대한 디랙 방정식을 만드는 데 영향을 주었다고 한다. 그러나 디랙은 당시 독립적으로 이러한 행렬을 직접 발명했다고 말했다. 디랙은 그의 페르미온 스핀의 상대론적 처리애 사용을 위해 유사하지만 더 큰(4x4) 스핀 행렬을 발명했다.
1930년, 파울리는 베타 붕괴 문제를 고찰했다. 12월 4일 리제 마이트너 등에게 보낸 "친애하는 방사성 신사 숙녀 여러분"이라는 편지에서 그는 베타 붕괴의 연속 스펙트럼을 설명을 위해서, 지금까지 관찰되지 않은 양성자 질량의 1% 이하인 작은 질량을 가진 중성 입자의 존재를 제안했다. 1934년, 엔리코 페르미는 페르미의 모국어인 이탈리아어로 "작은 중성적인 것", 중성미자neutrino라고 부르는 입자를 베타 붕괴 이론에 통합했다. 중성미자는 Pauli가 죽기 2년 반 전인 1956년 프레더릭 라이너스와 클라이드 코완Clyde Cowan에 의해 실험적으로 처음 확인되었다. 그 소식을 접하고, 그는 텔레그램으로 "메시지 감사합니다. 모든 것은 기다릴 줄 아는 사람에게로 갑니다. 파울리"라고 답했다.
1940년, 파울리는 스핀-통계학 정리를 다시 도출했는데, 이 정리는 반정수 스핀을 가진 입자는 페르미온이고 정수 스핀을 가진 입자는 보손이라는 것을 명시하는 양자장 이론의 중대한 결과이다.
1949년에 그는 파울리-빌라르 정칙화에 관한 논문을 발표했는데: 정칙화는 이론에서 무한 수학 적분들을 계산하는 동안 유한하게 조정하는 테크닉의 용어로서, 그래서 본질적으로 이론(질량, 전하, 파동 함수)의 본질적으로 무한한 양들을 실험값으로 재정의할 수 있는 유한하고 계산 가능한 집합으로 형성하는 지를 식별할 수 있으며, 그 기준을 재규격화라고 하며, 그리고 그것은 양자장론에서 무한들을 제거할 뿐만 아니라 중요하게는 섭동 이론에서 고-차 수정의 계산을 허용한다.
파울리는 진화 생물학의 현대 진화 이론의 반복적인 비판을 했으며, 그의 동시대 지지자들은 그의 주장을 뒷받침하는 후성유전학의 방식으로 향한다.
폴 드루드Paul Drude는 1900년에 금속 고체를 통해 이동하는 고전 전자에 대한 최초의 이론 모형을 제안했다. 드루드의 고전적 모형은 파울리와 다른 물리학자들에 의해 보강되었다. 파울리는 금속의 자유 전자가 페르미-디랙 통계를 따라야 한다는 것을 깨달았다. 이 아이디어를 사용하여 그는 1926년 상자성 이론을 발전시켰다. Pauli는 "Festkörperphysik ist eine Schmutzphysik"-고체 물리학은 흙의 물리학"이라고 말했다.
파울리는 1953년 왕립학회의 외국인 회원(ForMemRS)으로 선출되었고 또한 1955년에 2년 동안 스위스 물리학회(Swiss Physical Society) 회장을 역임했다. 1958년에는 네덜란드 왕립 예술 과학 아카데미의 외국인 회원이 되었다.

## 성격과 우정

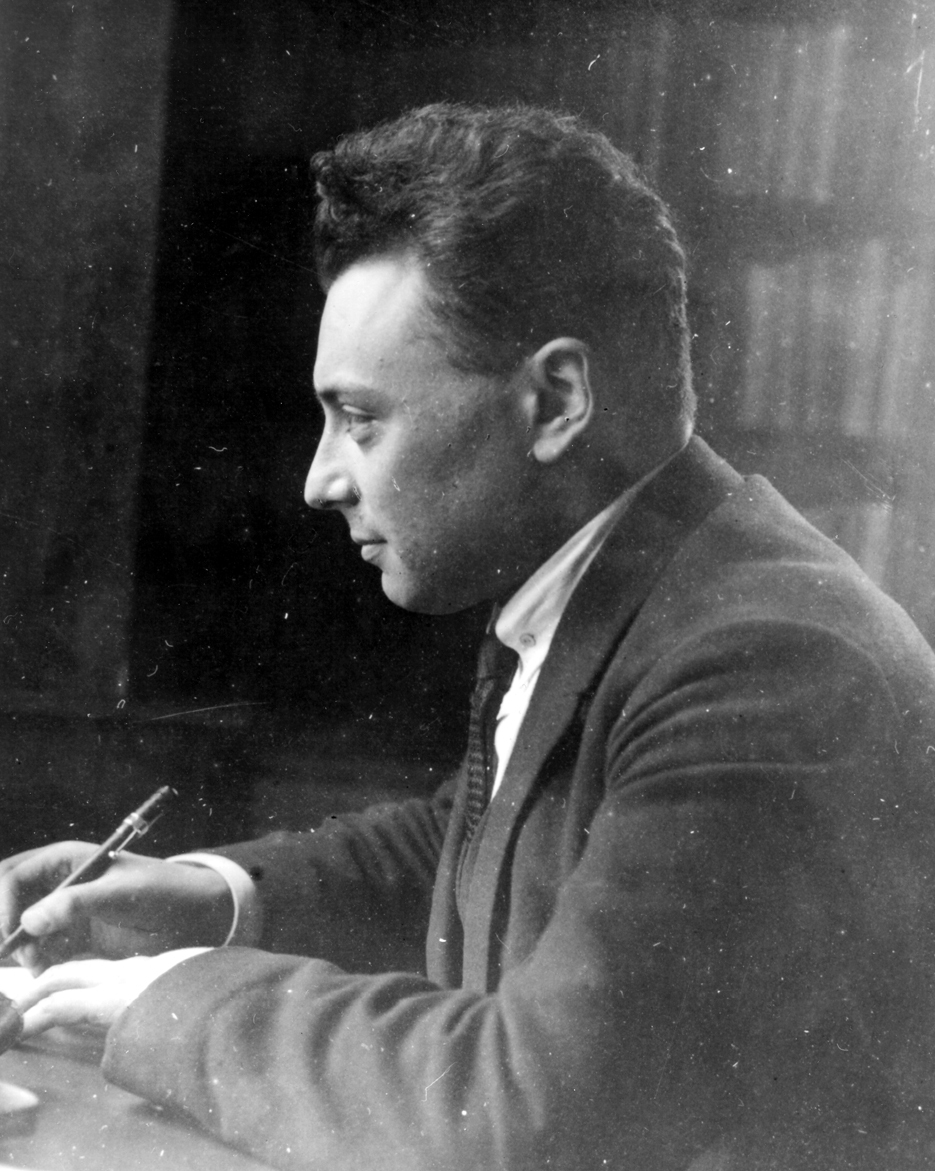
볼프강 파울리 1924년경

파울리 효과는 실험 장비를 그가 근처에 있는 것만으로도 부술 수 있는 일화적 기이한 능력에서 따온 이름이다. 파울리는 그의 명성을 알고 있었고 파울리 효과가 나타날 때마다 기뻐했다. 이러한 이상한 사건은 초심리학의 정당성에 대한 논란이 많은 그의 조사, 특히 공시성에 관한 카를 융과의 협력과 일치했다. 막스 보른은 파울리를 "아인슈타인 자신과 비교할 수 있을 뿐... 아마도 더 큰"이라고 간주했다. 아인슈타인은 파울리를 그의 "영적 상속인"이라고 선언했다.
파울리는 완벽주의자로 유명했습니다. 이것은 자신의 일뿐만 아니라 동료의 일에도 적용되었다. 그 결과 그는 물리학계에서 그의 동료들이 책임져야 할 비평가인 "물리학의 양심"으로 알려지게 되었다. 그는 종종 '완전한 오류'(ganz falsch) 라고 부르는 자신이 부족하다고 생각하는 어떤 이론들도 경멸하며 혹평할 수 있었다.
그러나 이것은 그의 가장 가혹한 비판이 아니었고, 그가 이론이나 논제를 너무 불분명하게 제시하여 검증할 수 없거나 평가할 수 없으니 따라서, 그렇게 보이려 했더라도, 과학의 영역에 적절하게 속하지 않는 것들을 위해 유보했다. 그들이 틀렸다는 것을 증명할 수 없었기 때문에 그들은 틀린 것보다 더 나빴다. 유명하게도 그는 그러한 불분명한 논문에 대해 다음과 같이 말한 적이 있다. "그것은 틀리지도 않았다(Not even wrong)!"
또 다른 저명한 물리학자인 파울 에렌페스트를 만났을 때 그가 한 소문난 언급은 거만한 파울리의 견해를 잘 보여준다. 두 사람은 한 컨퍼런스에서 처음 만났다. 애랜패슽는 파울리의 논문에 대해 잘 알고 있었고 그것에 깊은 인상을 받았다. 몇 분의 대화 후 애랜페스트는 "나는 당신을 좋아하는 것보다 당신의 백과사전 [상대성이론에 관한] 논설을 더 좋아한다고 생각합니다"라고 말했고, 파울리는 "이상하다. 나에게는, 당신에 관해서는 정반대입니다."라고 응수했다. 그 이후로 둘은 아주 좋은 친구가 되었다.
다소 따뜻한 그림이 디랙에 관한 기사의 이 이야기에서 나타나기를:
베르너 하이젠베르크 (《물리학과 그너머Physics and Beyond》, 1971)에서는 종교에 대한 아인슈타인과 플랑크의 견해에 대해 1927년 솔베이 회의에서 젊은 참가자들 사이의 친근한 대화를 회상한다. 볼프강 파울리, 하이젠베르크, 다략가 참여했다. 디랙의 기여는 종교의 정치적 조작에 대한 신랄하고 분명한 비판이었으며, 하이젠베르크가 나중에 이를 보고했을 때 보어가 그 명료함을 높이 평가했다. 무엇보다도 디랙은 다음과 같이 말하기를: "나는 우리가 왜 종교에 대해 토론을 게을리하는지 이해할 수 없습니다. 우리가 정직하고 과학자로서 정직이 우리의 정확한 의무라면 우리는 어떤 종교도 진정한 의미가 결여된 거짓 진술의 묶음이라는 것을 인정하지 않을 수 없습니다. 신에 대한 관념 자체가 인간의 상상의 산물입니다. [ ... ] 적어도 서로 모순되기 때문에 나는 어떤 종교적 신화도 인정하지 않습니다. [ ... ]" 하이젠베르크의 견해는 관용이었다. 파울리는 몇 가지 초기 발언 후에 침묵을 지켰다. 그러나 마침내 그는 자신의 의견을 묻는 질문에, 농담으로 말하기를: "글쎄, 나는 우리 친구 디랙도 종교를 가지고 있고 이 종교의 첫 번째 계명은 '신은 존재하지 않으며 폴 디랙은 그의 예언자이다'라고 말하고 싶습니다." 디랙을 포함하여 모두가 웃음을 터뜨렸다.
파울리의 많은 아이디어와 결과는 출판되지 않았으며 그의 편지에만 나타났다. 파울리는 그의 작업 중 많은 부분이 저작권을 받지 못한 것에 대해 걱정하지 않았을지 모르지만, 통일장 이론에 대한 공동 연구에 대한 하이젠베르크의 세계적으로 유명한 1958년 강의와 보도 자료에서 파울리는 단순히 "하이젠베르크 교수의 조수"라고 부르자 파울리는 화가 났고, 하이젠베르크의 물리학 용맹성을 비난했다. 그들의 관계가 악화되자 하이젠베르크는 파울리의 장례식을 무시했고 자서전에서 파울리의 비판이 과장되었다고 썼지만, 궁극적으로 그 잘이론은 유지될 수 없는 것으로 판명되어 파울리의 비판을 유효화했다.

## 철학
카를 융과의 토론에서 파울리는 "파울리-융 추측"이라고 불리는 존재론적 이론을 개발했으며 일종의 이중-양상 이론dual-aspect으로 간주되었다. 이 이론은 "정신물리학적으로 중립적인 현실"가 있으며 정신적, 육체적 양상은 이 현실의 파생물이라고 주장한다. 파울리는 양자 물리학의 요소가 정신/물질 간극을 설명할 수 있는 더 깊은 살재를 가리킨다고 생각했고 그래서  쓰기를: "우리는 외향적 물질 대상 '과' 내향적 이미지 '둘다' 종속되는 우리의 통제를 초월한 한 자연의 우주적 질서를 가정해야 한다."라고 썼다.
파울리와 융은 이 현실이 심리적 현상이나 물리적 사건으로 나타나는 공통 원칙("원형들archetypes")에 의해 지배된다고 주장했다. 그들은 또한 공시성Synchronicity이 이 근본적인 실재의 작동 중 일부를 드러낼 수 있다고 주장했다.

## 신념
그는 이신론자이자 신비주의자로 여겨진다. 요약할 시간이 없다: 《볼프강 파울리의 과학적 전기(No Time to Be Brief: A Scientific Biography of Wolfgang Pauli)》에서 그는 과학 역사가 슈무엘 삼부르스키Shmuel Sambursky에게 편지하기를 "일신교에 반대하며 - 그러나 유대인 신비주의를 포함한 모든 민족의 신비주의와는 동조하여 - 나는 궁극적인 현실이 개인적인 것이 아니라고 믿는다."

## 개인적 삶

볼프강 파울리의 흉상 1962년

1929년 파울리는 카바레 댄서인 케테 마가레테 데프너Käthe Margarethe Deppner와 결혼했다. 결혼 생활은 불행했고 1년도 채 되지 않아 이혼했다. 그는 1934년에 프란지스카 베르트람Franziska Bertram(1901-1987)과 다시 결혼했다. 그들에게는 아이가 없었다.

## 사망
파울리는 1958년 12월 15일 58세의 나이로 췌장암으로 사망했다.

## 저서 목록
- Pauli, Wolfgang (1921/1981). 《Theory of Relativity》. Dover Publications.
- Pauli, Wolfgang; Jung, C. G. (1955). 《The Interpretation of Nature and the Psyche》. Ishi Press.
- Pauli, Wolfgang; Enz, Chares P.;Margulies S.(ed.) 외. (1973). 《Lectures on Physics: Vol 6 set》. MIT Press.
- Pauli, Wolfgang; Jung, C. G.; 외. (2001). 《Atom and Archetype, The Pauli/Jung Letters, 1932–1958》. Princeton University Press

## 같이 보기
- 유대인 노벨상 수상자 목록(List of Jewish Nobel laureates)

## 추가 자료
- Enz, Charles P. (2002). 《No Time to be Brief: A Scientific Biography of Wolfgang Pauli》. Oxford Univ. Press.
- Enz, Charles P. (1995). 〈Rationales und Irrationales im Leben Wolfgang Paulis〉.   H. Atmanspacher;  외. 《Der Pauli-Jung-Dialog》. Berlin: Springer-Verlag.
- Fischer, Ernst Peter (2004). 《Brücken zum Kosmos. Wolfgang Pauli – Denkstoffe und Nachtträume zwischen Kernphysik und Weltharmonie》. Libelle.
- Gieser, Suzanne (2005). 《The Innermost Kernel. Depth Psychology and Quantum Physics. Wolfgang Pauli's Dialogue with C.G. Jung》. Springer Verlag.
- Jung, C.G. (1980). 《Psychology and Alchemy》. Princeton, New Jersey: Princeton Univ. Press.
- Keve, Tom (2000). 《Triad: the physicists, the analysts, the kabbalists》. London: Rosenberger & Krausz.
- Lindorff, David (1994). 《Pauli and Jung: The Meeting of Two Great Minds》. Quest Books.
- Pais, Abraham (2000). 《The Genius of Science》. Oxford: Oxford University Press.
- Enz, P.; von Meyenn, Karl, 편집. (1994). 《Wolfgang Pauli – Writings on Physics and Philosophy》. 번역 Schlapp, Robert. Berlin: Springer Verlag.
- Laurikainen, K. V. (1988). 《Beyond the Atom – The Philosophical Thought of Wolfgang Pauli》. Berlin: Springer Verlag.
- Casimir, H. B. G. (1983). 《Haphazard Reality: Half a Century of Science》. New York: Harper & Row.
- Casimir, H. B. G. (1992). 《Het toeval van de werkelijkheid: Een halve eeuw natuurkunde》. Amsterdam: Meulenhof.
- Miller, Arthur I. (2009). 《Deciphering the Cosmic Number: The Strange Friendship of Wolfgang Pauli and Carl Jung》. New York: W.W. Norton & Co.
- Remo, F. Roth: Return of the World Soul, Wolfgang Pauli, C.G. Jung and the Challenge of Psychophysical Reality [unus mundus], Part 1: The Battle of the Giants. Pari Publishing, 2011.
- Remo, F. Roth: Return of the World Soul, Wolfgang Pauli, C.G. Jung and the Challenge of Psychophysical Reality [unus mundus], Part 2: A Psychophysical Theory. Pari Publishing, 2012.

### 추가 링크
- Photos of Wolfgang Pauli at the Emilio Segrè Visual Archives, American Institute of Physics
- O’Connor, John J.; Robertson, Edmund F. (2003년 10월). “Wolfgang Ernst Pauli”. 《MacTutor History of Mathematics Archive》 (영어). 세인트앤드루스 대학교.
- “Wolfgang  Pauli”. 《수학 계보 프로젝트》 (영어). 미국 수학회.